# Tramvajová doprava v Gdaňsku
Tramvajová doprava v Gdaňsku zahrnuje síť městských tramvají o rozchodu 1435 mm. Přibližně od roku 1946 do roku 1961 existovala i meziměstská trať do Sopot.

## Historie
Provoz koňky byl zahájen v Gdaňsku roku 1873. V roce 1896 byly původně koněspřežné tratě přebudovány na elektrický provoz. Kromě přerušení provozu v roce 1945 funguje gdaňská tramvajová síť dodnes. Problémem je však špatný stav části tratí i vozidel.

## Tramvajové linky
| Linka | Schema | Trasa | Délka [km] | Střední čas [min] | Počet zastávek | Frekvence dopravní špička/mimo špičku/ soboty/neděle a svátky | Vozovna             | Vozy                                      |
| ----- | ------ | --- | ---------- | ----------------- | -------------- | ------------------------------------------------------------- | ------------------- | ----------------------------------------- |
| 2     |        | Łostowice Świętokrzyska – Oliwa – (Strzyża PKM) přes Brama Wyżynna, Opera Bałtycka a Zaspa                                                                                                   | 18         | 60-61             | 31-30          | 10-20/20/20/20                                                | Wrzeszcz            | NGT6, N8C-NF , 120NaG, 128NG              |
| 3     |        | Brzeźno – Chełm Witosa přes Dworzec Główny a Opera Bałtycka | 11         | 36-40             | 24             | 10/20/20/20                                                   | Nowy Port, Wrzeszcz | N8C-NF, 120NaG                            |
| 4     |        | Łostowice Świętokrzyska - Jelitkowo přes Dworzec PKS, Opera Bałtycka a Zaspa | 14         | 55                | 35             | 10/20/-/-                                                     | Wrzeszcz            | NGd99, NGT6, N8C-NF, 120NaG, 128NG        |
| 5     |        | Zaspa – (Zajezdnia Nowy Port) – Nowy Port Oliwska přes Przymorze, Oliwa, Wrzeszcz a Brzeźno                                                                                                  | 18         | 62-68             | 41-44          | 12/20/20/20                                                   | Nowy Port, Wrzeszcz | 105Na, N8C-NF, 120NaG, NGd99, NGT6, 114Na |
| 6     |        | Łostowice Świętokrzyska – Jelitkowo přes Brama Wyżynna, Opera Bałtycka, Wrzeszcz a Oliwa | 18         | 57-60             | 33-34          | 10/20/10/20                                                   | Wrzeszcz            | NGd99, NGT6, N8C-NF, 120NaG, 128NG        |
| 7     |        | Łostowice Świętokrzyska – Nowy Port Oliwska přes Brama Wyżynna, Jana z Kolna a Letnica | 14         | 37-41             | 20-22          | 12/-/-/-                                                      | Nowy Port, Wrzeszcz | N8C-NF, 120NaG, 128NG                     |
| 8     |        | Jelitkowo – (Stogi Pasanil) – Stogi Plaża přes Dworzec Główny, Jana z Kolna i Zaspę | 18         | 58-59             | 39-40          | 7-8/10/20/20                                                  | Nowy Port, Wrzeszcz | 105Na, 114Na, N8C-NF, 120NaG              |
| 9     |        | Strzyża PKM – Stogi Pasanil přes Przeróbka, Dworzec Główny, Opera Bałtycka a Wrzeszcz | 13         | 43-45             | 29             | 10/20/20/20                                                   | Wrzeszcz            | 114Na, N8C-NF, 128NG                      |
| 10    |        | Brętowo PKM – Zajezdnia Nowy Port – (Nowy Port Góreckiego) přes Siedlce, Jana z Kolna i Letnicę                                                                                              | 13         | 30-31             | 25-26          | 10/10/20/20                                                   | Nowy Port, Wrzeszcz | N8C-NF, 128NG                             |
| 11    |        | Łostowice Świętokrzyska – Strzyża PKM přes Dworzec PKS i Operę Bałtycką | 13         | 42                | 27             | 20/20/-/-                                                     | Wrzeszcz            | NGd99, NGT6, N8C-NF, NGd99, NGT6, N8C-NF  |
| 12    |        | Lawendowe Wzgóze – Oliwa přes Jasień, Piecki-Migowo, Siedlce, Dworzec Główny, Operę Bałtycką i Wrzeszcz                                                                                      | 18         | 64-65             | 39             | 10/10/10/20                                                   | Wrzeszcz            | N8C-NF, 128NG                             |
| 63    |        | Łostowice Świętokrzyska – Brzeźno Plaża přes Brama Wyżynna a Opera Bałtycka pouze v létě | 13         | 41                | 27             | -/-/-/20                                                      | Nowy Port, Wrzeszcz | N8C-NF, 120NaG                            |
| 68    |        | Łostowice Świętokrzyska – Stogi Plaża přes Chełm a Przeróbka pouze v létě | 13,5       | 39-40             | 25-26          | -/-/-/20                                                      | Wrzeszcz            | N8C-NF                                    |
| N0    |        | Oliwa – Łostowice Świętokrzyska - → Ł. Świętokrzyska: Strzyża - Opera Bałtycka - Dworzec Gł. → Oliwa: Dworzec Gł. - Opera Bałtycka - Zaspa pouze během letních víkendů a hromadných události | 18-15      | 46-57             | 33-38          | 30                                                            | Wrzeszcz            | 120NaG                                    |

## Vozidla
Stav k 1.03.2020.
| Soubor           | Typ                          | Roky výroby                                       | Počet vozů (souprav) |
| ---------------- | ---------------------------- | ------------------------------------------------- | -------------------- |
|                  | Konstal 105Na Konstal 105NCh | 1982                                              | 26 (12)2             |
|                  | Konstal 114Na                | výroba: 1997 modernizace: 2013, 2016-2017         | 21                   |
|                  | Alstom NGd99                 | výroba: 1999 modernizace: 2016-2017               | 41                   |
|                  | Bombardier NGT6              | 2007                                              | 31                   |
|                  | Düwag N8C-NF                 | výroba: 1978 - 1986 modernizace: 2009, 2015, 2017 | 281 + 342            |
|                  | Pesa 120Na                   | výroba: 2010                                      | 351                  |
|                  | Pesa 128NG                   | 2014, 2019-2020                                   | 51 + 91              |
| Spolu (soupravy) | Spolu (soupravy)             | Spolu (soupravy)                                  | 150 (128)            |

Kromě tramvají pro pravidelnou dopravu se v Gdaňsku nachází několik tramvají historických, typů Konstal N, Konstal 102Na a Konstal 105N polské výroby a také vůz DWF Bergmann Heubuder německé provenience.